# CAC All-Tradable
Le CAC All-Tradable est un indice boursier de la Bourse de Paris, créé le 21 mars 2011. L'indice est composé de toutes les sociétés admises à la cote d'Euronext Paris qui remplissent les conditions de vitesse minimale du flottant et du marché de référence.
Il remplace l’indice SBF 250, regroupant les 250 sociétés cotées les plus importantes.

## Composition
Cet indice, non limité en nombre de valeurs, est composé de toutes les sociétés cotées à Euronext Paris, dont au moins 20 % du capital flottant (part des actions cotées en Bourse détenues par des investisseurs ne cherchant pas à prendre le contrôle de la société) change de main chaque année.